# Sympycnus ornatus
Sympycnus ornatus är en tvåvingeart som beskrevs av Octave Parent 1933. Sympycnus ornatus ingår i släktet Sympycnus och familjen styltflugor. Inga underarter finns listade i Catalogue of Life.